# Yuya Ono
Yuya Ono (大野 佑哉 Ono Yuya?), född 17 augusti 1996 i Tokyo prefektur, är en japansk fotbollsspelare.
Ono började sin karriär 2019 i Matsumoto Yamaga FC.